# Louis-François Marteau
Pour les articles homonymes, voir Marteau.
Louis-François Marteau (Ludwik Marteau, né vers 1715 à Paris et mort le 2 novembre 1804 à Varsovie) est un peintre français installé en Pologne. Il est au service des rois Auguste III et Stanisław August Poniatowski. Il est connu en tant que portraitiste et miniaturiste.

## Biographie

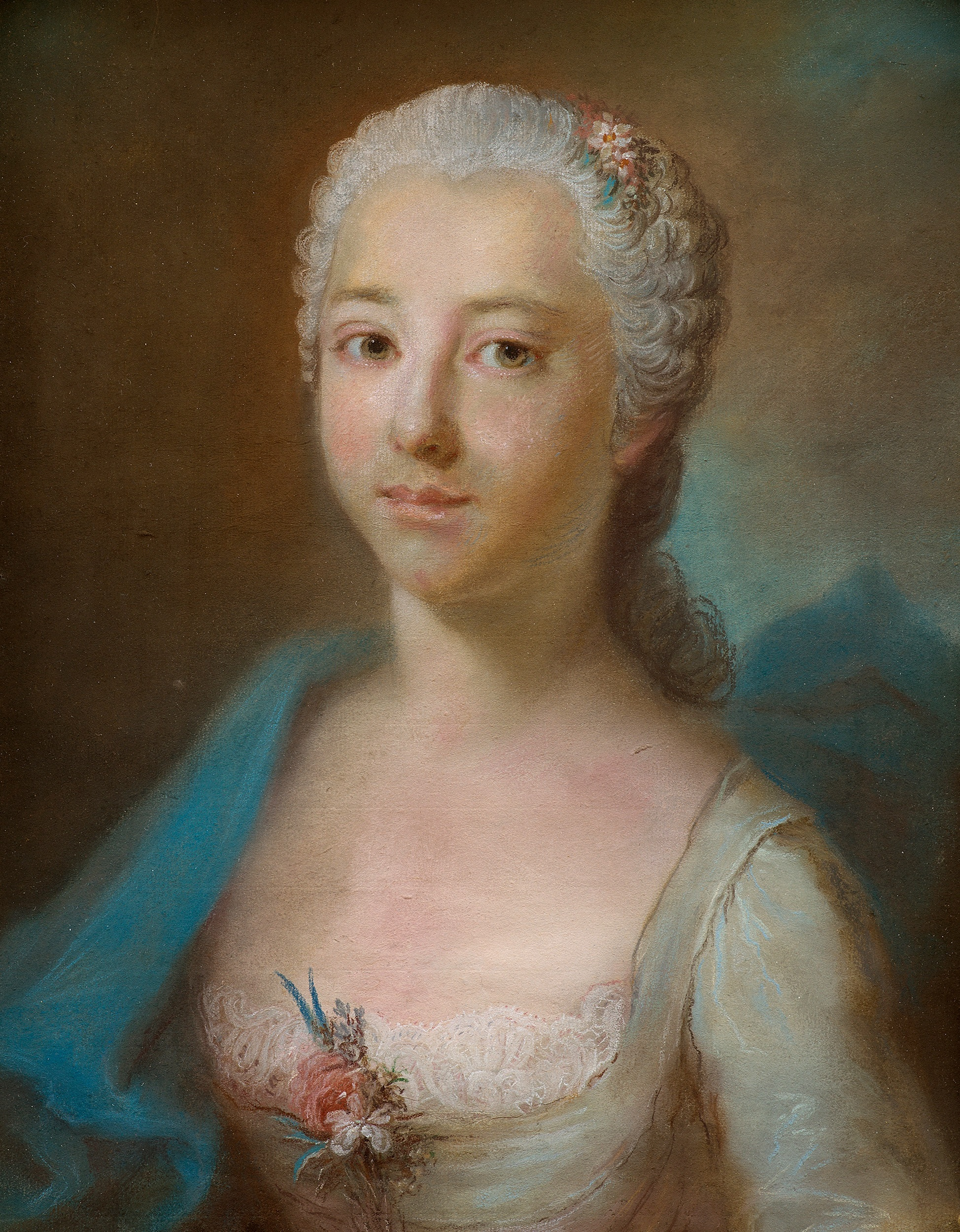
Portrait d'Izabela Czartoryska, âgée de quinze ans en 1761.

Né à Paris d'un père charpentier au château de Versailles, une de ses tantes maternelles est épouse du peintre Louis de Silvestre. La date exacte de son arrivée en Pologne n'est pas connue mais il semble qu'il s'y rend à la suggestion de son maître Maurice Quentin de La Tour et son oncle, de Silvestre, lui arrange son stage polonais.
En 1752, il est portraitiste à la cour de Jan Klemens Branicki à Białystok, où il peint les membres de la famille du Hetman. À Varsovie, le roi Auguste III le nomme peintre de sa cour. Entre 1768 et 1780, il loge près du Palais royal de Varsovie.

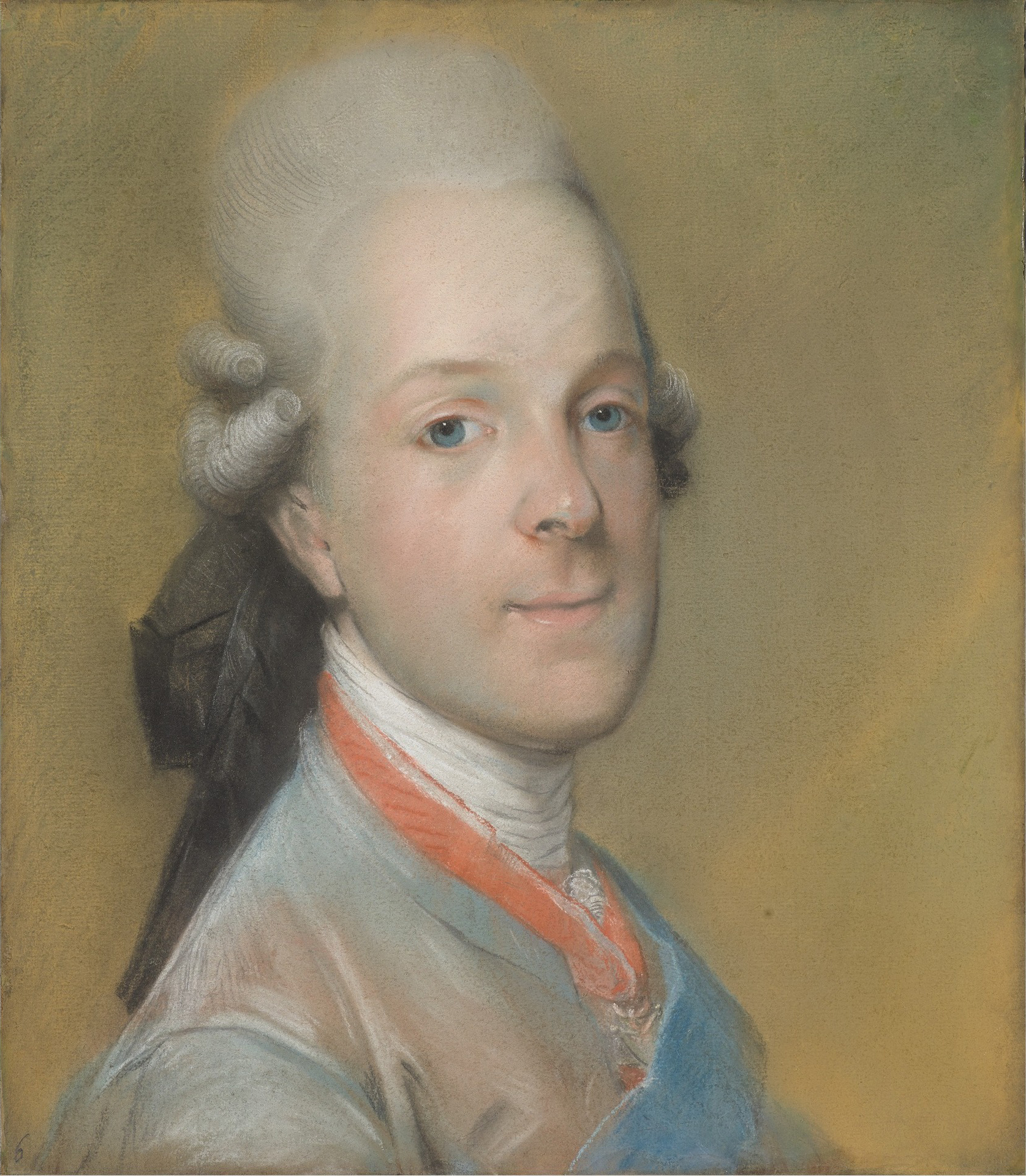
Portrait du Prince Michel Jerzy Mniszech.

Entre 1780 et 1783, il forme en peinture Anna Rajecka, une favorite du roi Stanisław August Poniatowski, qui ensuite passe sa carrière de peintre à Paris. Par la suite, le mari de cette dernière Pierre-Marie Gault de Saint-Germain, accorde à Marteau une place majeure dans son ouvrage, Les Trois Siècles de la peinture en France.
Les archives royales témoignent qu'entre 1765 et 1795 Marteau est "Peintre du Roi", salarié et sur commission. Lui seul a la tâche de peindre les invités du Roi aux fameux "Déjeuners du Jeudi". Malheureusement, Marteau ne signe pas ses œuvres. Néanmoins ses portraits catalogués indiquent les notables qui posent pour lui. Parmi eux se trouvent :
- Stanisław Konarski
- Adam Naruszewicz
- Ignacy Krasicki
- Joachim Chreptowicz
- Ignacy Potocki
- Stanisław Poniatowski
- Andrzej Zamoyski
- Franciszek Bohomolec
- Hugo Kołłątaj

## Partition de la Pologne

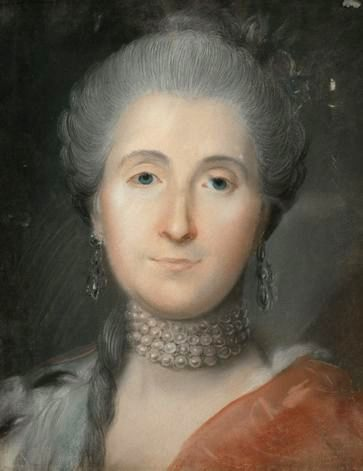
La Princesse Izabela Lubomirska, protectrice de son portraitiste, Marteau

Après la mort du Roi il est sous la protection de la Princesse Izabela Lubomirska, une cousine du Roi. Il meurt à Varsovie. Or, à la suite de l'Insurrection de Novembre 1831, par ordre du Tsar Nicolas Ier, la plupart de ses portraits sont transportés à Saint-Pétersbourg. Trois ans plus tard, la collection est incinérée afin de raser toute mémoire d'une culture polonaise.